# Đồng hóa người Do Thái

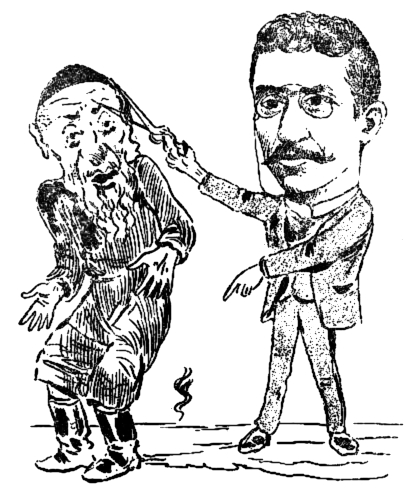
Nhà báo người Do Thái Rumani Sache Petreanu ủng hộ đồng hóa người do thái, tranh biếm hoạ cắt chùm tóc truyền thống của một người do thái thực hành tôn giáo 1899 họa sĩ Constantin Jiquidi)

Đồng hóa người Do Thái (tiếng Hebrew: התבוללות, Hitbolelut) đề cập đến sự đồng hóa văn hoá từ từ dần dần và sự hội nhập xã hội của người Do Thái trong môi trường xung quanh mà họ sinh sống cũng như các chính sách và những chương trình mang tư tưởng thúc đẩy sự hòa tan bản sắc dân tộc Do Thái vào xã hội lớn như là một giải pháp tiềm năng cho việc giải quyết vấn đề của các dân tộc sống bên ngoài xã hội đại chúng như lịch sử của người Do Thái trong thời kỳ giải phóng.

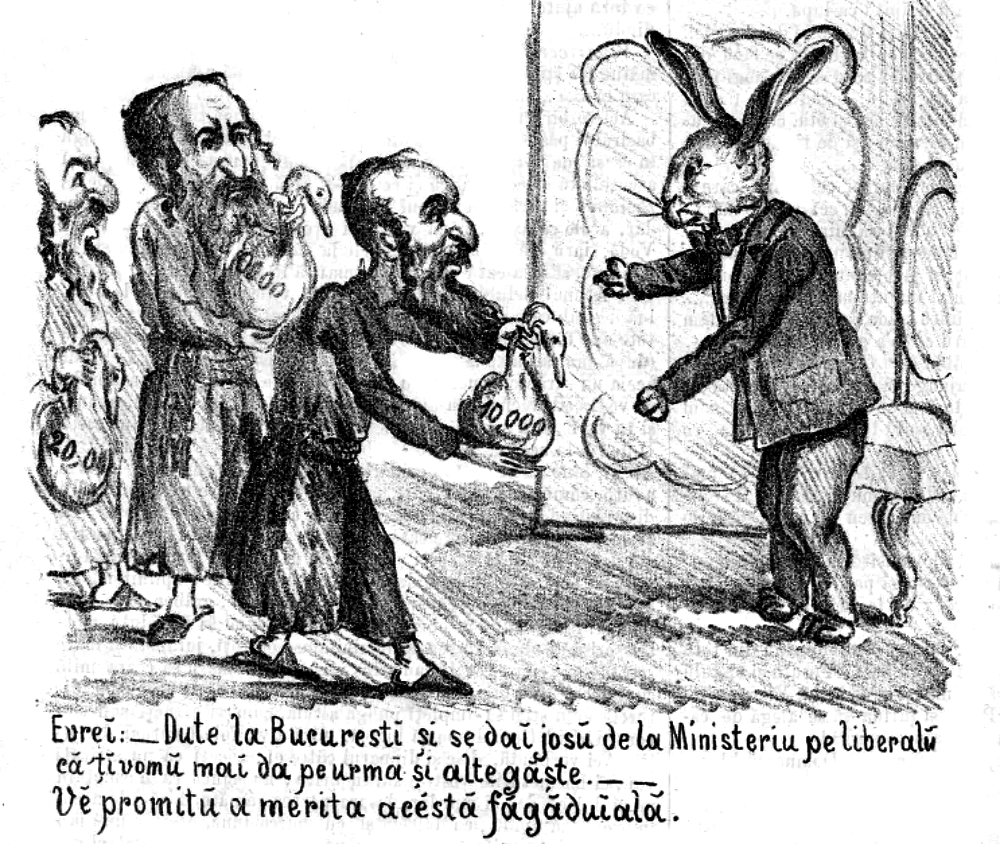
Tranh biếm họa người Do thái ở Rumani

## Lịch sử

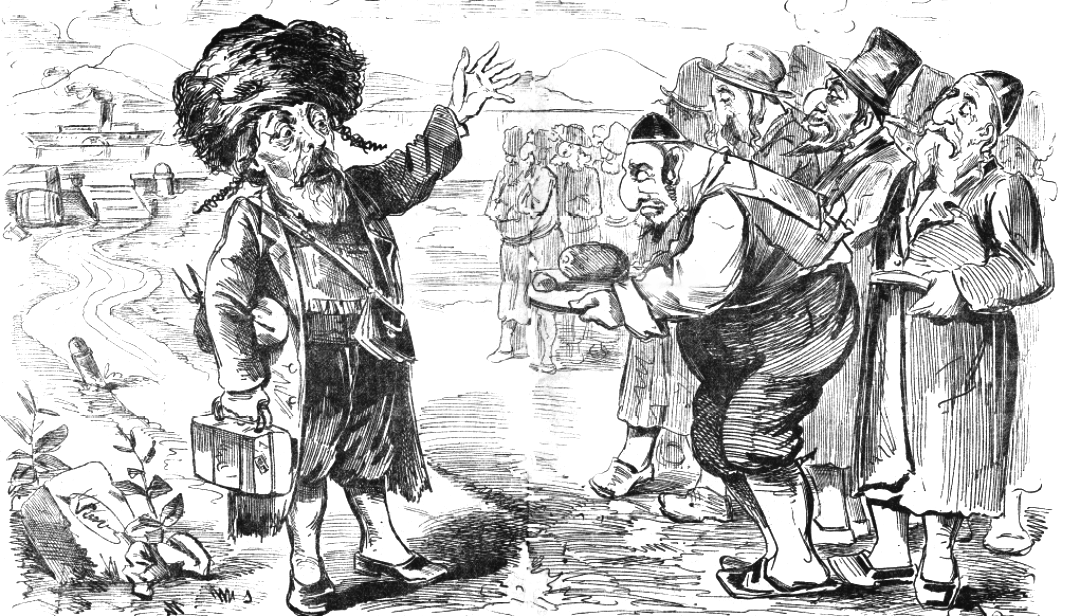
Tranh biếm hóa chính trị về người Do Thái

Ngày lễ tết Hanukkah của người Do Thái bắt nguồn từ cuộc nổi loạn Maccabees để kháng chiến chống lại Vương quốc Seleukos. Nhiều người Do Thái trong thời đại đó đã chấp nhận ngôn ngữ văn hóa và tư tưởng Hy Lạp mà nhóm Maccabee coi điều đó là một điều ghê tởm. Sử dụng tiếng bản xứ là một ví dụ về sự hội nhập văn hoá, một trong những đặc điểm chính của việc đồng hóa người Do Thái trong thời hiện đại.
Quá trình đồng hóa người Do Thái lại bắt đầu với người Do Thái Ashkenazi trên một quy mô rộng lớn vào cuối thế kỷ 18 ở Tây Âu, đặc biệt là ở Đức, khi Haskalah nổi lên như một nền văn hoá khai sáng cho dân tộc Do Thái. Các lý do được trích dẫn cho sự thành công ban đầu của tư tưởng chấp nhận sự đồng hóa này bao gồm một niềm hy vọng rằng người Do Thái sinh sống trong xã hội Châu Âu sẽ tìm kiếm được các cơ hội tốt hơn trong cuộc sống bằng cách hòa tan vào các cộng đồng dân Ngoại của người Châu Âu, đặc biệt là tầng lớp thượng lưu. Mật độ dân số đông đúc của người Do Thái ở các thành phố lớn đã tạo nên sự ảnh hưởng mạnh mẽ đến lối sống của họ và làm cho vai trò của họ trở nên rõ ràng hơn trong nền kinh tế và nền văn hoá. Khi việc ban tự do cho người Do Thái qua pháp luật vẫn còn chưa được hoàn thiện ở Đức, rất nhiều người Do Thái sinh sống ở các trung tâm thành thị tầng lớp trung lưu đã truyền bá những tư tưởng của Thời kỳ Khai sáng mà người Do Thái tin rằng sẽ cho phép họ được cải thiện vị thế trong xã hội. Hậu quả là hệ tư tưởng ấy được hình dung một sự tái sinh của người Do thái Đức mà họ có thể đạt được quyền bình đẳng đồng thời cũng sẽ dẫn đến sự hình thành của một loại người Do Thái mới dựa trên các lý tưởng của Thời đại Khai sáng về con người.
Cả hai cộng đồng Ki tô hữu và cộng đồng Do Thái đã bị chia rẽ vì những câu trả lời liên quan đến Câu hỏi Do thái. Vấn đề về Câu hỏi Do thái xảy ra trong thời kỳ nổi dậy của chủ nghĩa dân tộc ở Châu Âu, bao gồm cả mức độ mà mỗi dân tộc có thể hòa tan các công dân Do Thái trong quốc gia của họ, và nếu người Do Thái không hòa tan, thì người Do Thái cần phải được đối xử như thế nào và giải quyết Câu hỏi Do Thái như thế nào. Sự phân chia cấu trúc xã hội Do Thái truyền thống, Kehilla, đánh dấu sự suy giảm dần về một bản sắc dân tộc Do Thái khác biệt trong số những người Do Thái đã thúc đẩy sự đồng hóa. Tuy nhiên, các nỗ lực để làm suy yếu Do Thái giáo đến một lời thú nhận đã không nhất thiết làm tăng sự khoan dung của người Do Thái là một phần của một xã hội đa số.
Để thay thế Do Thái giáo truyền thống cho phiên bản tự do thực hành tôn giáo của Do Thái giáo, sự đồng hoá cũng đã mang một dạng mới là hoán cải chuyển đổi tôn giáo từ Do Thái Giáo sang Cơ đốc giáo. Không có bất cứ một con cháu nào của Moses Mendelssohn giữ đạo Do Thái. Các nhà ủng hộ chính sách đồng hóa cho rằng bản sắc văn hóa Do Thái và chủ nghĩa bộ tộc là gốc rễ khiến người khác không có thiện cảm và không ưa người Do Thái, và vì thế những người ủng hộ chính sách đồng hóa cảm thấy rằng các mối liên kết xã hội Do Thái cần phải làm suy yếu đi.
Điều này đã khiến một số người Do thái tự xét và đặt câu hỏi mang tính triết học về bản sắc Do Thái và Ai là người Do Thái?. Tính hợp lý của sự đồng hóa, và các con đường khác nhau đối với sự đồng hóa là một trong những cuộc tranh luận nội bộ sớm nhất của thời kỳ giải phóng, bao gồm cả việc liệu người Do Thái phải từ bỏ bản sắc dân tộc của họ để đổi lấy sự bình đẳng và quyền lợi công dân. Những cuộc tranh luận này ban đầu đã diễn ra trong cộng đồng người Do Thái, một dân tộc có một tổ quốc lịch sử được tôn kính trong Kinh Thánh, nhưng không có quốc gia riêng của họ trong gần 2.000 năm.
Các nhà nghiên cứu Do Thái vào thế kỷ XIX đã tham gia vào các cuộc nghiên cứu khoa học xã hội liên quan đến các khái niệm chống Do Thái về sự thoái hóa Do Thái. Vai trò tích cực của họ trong các cuộc thảo luận trí tuệ này vừa là phản ứng được tính toán đối với các cáo buộc bài Do Thái và là một cách để khám phá các liên kết xã hội phổ biến kết hợp người Do Thái với tư cách là cộng đồng tự trị đã bị suy thoái trọn vẹn. Nhiều nhà khoa học xã hội người Do Thái đã không hoàn toàn không đồng ý với những ý tưởng về các đặc điểm khác biệt của người Do Thái là nguyên nhân làm những người khác kỳ thị chống lại người Do thái. Điều này đã giúp ích cho cuộc tranh luận gây tranh cãi về cách thực tế để thực hành sự đồng hóa. Thông điệp chính trị và xã hội về bản chất Do Thái không thay đổi này là rõ ràng: "cơ thể của người Do Thái" mang sự khác biệt của chủng tộc và bệnh lý học, và những người chống lại sự giải phóng và sự hội nhập của người Do Thái, thì nhấn mạnh và chỉ ra rằng người Do Thái không thích hợp để trở thành một phần của một quốc gia hiện đại và lành mạnh". Tham gia vào việc khám phá dòng dõi gia phả Do Thái cũng có thể được xem như là một hình thức trấn áp như "Điều đó cho phép các nhà khoa học xã hội Do Thái làm nhiệm vụ của nhà biện giải và nhà cải cách, để bảo vệ người dân của họ dựa trên kiến thức và các hiểu biết khoa học."
Vào cuối thế kỷ 19 và đầu thế kỷ 20, tình trạng của các quốc gia Đông Âu khiến nhiều người Do Thái phải di cư sang Hoa Kỳ. Ở Đức, sự hòa nhập của người Do Thái vào quân đội và các ngành nghề khác đã thành công. Ở Hoa Kỳ, những người khuyết tật truyền thống thường vắng bóng nhưng họ phải đối mặt với nhiều thách thức khác nhau của quá trình hội nhập văn hóa. Vào đầu thế kỷ 20, đã xảy ra sự phân biệt xã hội chống lại người Do Thái trong những khu vực nhất định, với nhiều trường đại học và ngành nghề cấm kỵ người Do Thái hoặc với giới hạn nhập học.

## Quan hệ Ki tô hữu và người Do Thái

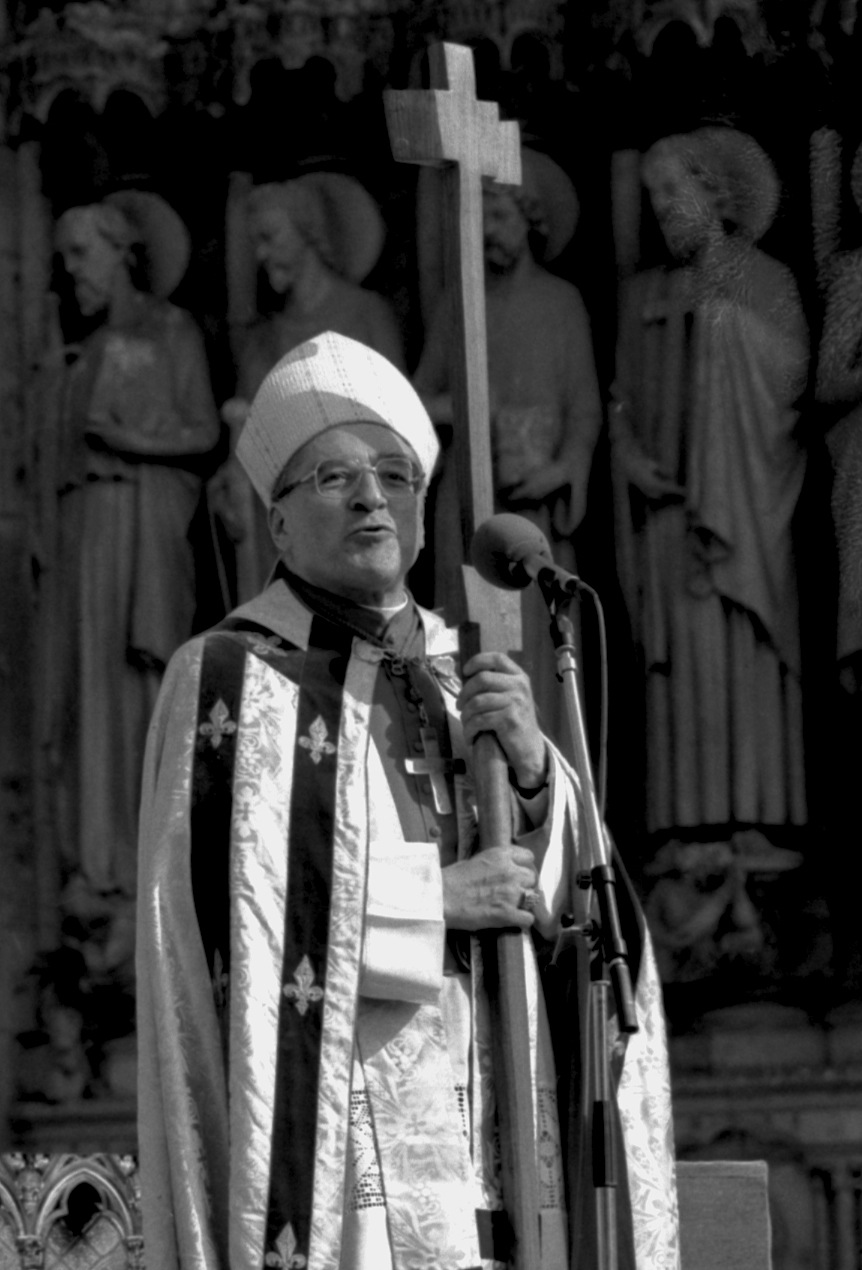
Đức Hồng Y người do thái Jean-Marie Lustiger của Giáo hội Công giáo Rôma

Câu hỏi về sự đồng hóa của người Do Thái là một chủ đề được quan tâm đối với cả các nhà lãnh đạo tôn giáo Do Thái và Kitô giáo. Một số giáo phái Tin Lành cấp tiến đã tuyên bố công khai rằng họ sẽ không còn cải đạo và truyền giáo cho người Do Thái nữa. Họ đã sử dụng thần học giao ước kép.
Cơ đốc giáo Châu Âu thuở ban đầu đã chứng tỏ có một khoảng thời gian và không gian mà người Do Thái và Kitô hữu có thể cùng nhau chung sống hòa hợp. Họ đã sống quá gần nhau trong một số khu vực mà các nhà lãnh đạo của cả hai sẽ lo lắng về sự ảnh hưởng đền từ tôn giáo ở bên phe kia. Một Hoàng đế Ki tô giáo phụ trách một thị trấn đang phát triển sẽ mời các thương gia Do Thái giúp khôi phục nền kinh tế bản địa. Có một mô hình trục xuất và mời lại người Do Thái cho phép các Ki tô hữu và người Do Thái sống chung với nhau trong các thị trấn nhỏ trên khắp châu Âu. Louis Mộ Đạo con trai chính cống của Charlemagne trong Đế quốc La Mã Thần thánh là người đàn ông đầu tiên đã để lại bản mô tả chi tiết về các quyền lợi của thương gia người Do Thái.
Ở Tây Ban Nha và Bồ Đào Nha, sau thế kỷ 15, đã có nhiều tranh cãi về sự chân thành của những người Công giáo gốc Do Thái đã chuyển đổi cải đạo vì người Do Thái cố chịu đấm ăn xôi để không bị trục xuất khỏi Bán đảo Iberia. Tại Tây Ban Nha và Bồ Đào Nha, con cháu hậu duệ của người Ả Rập, người Moor, và người Do Thái (moriscos và marranos), trong một khoảng thời gian đã được cấm tham gia vào một số thương hội, những vị trí trong hàng giáo sĩ và đặc biệt là bị cấm di cư sang châu Mỹ Latinh Limpieza de sangre. Hệ thống phân biệt đối xử kỳ thị sơ khai này đã yếu hơn ở châu Mỹ Latinh do địa vị xã hội mà các nô lệ Châu Phi vùng Sub-Saharan có, thấp hơn nhiều so với những Kitô hữu Mới của Thế giới mới đến từ thế giới cổ, một yếu tố góp phần vào sự hấp thụ các yếu tố này trong các xã hội đa văn hóa đang phát triển ở Tân thế giới.
Giáo hội Công giáo Rôma đã hấp dẫn thu hút một số người Do Thái nổi tiếng như là Gustav Mahler, Ludwig Wittgenstein, Marcel Proust, Edith Stein, Israel Zolli, Erich von Stroheim, và Jean-Marie Lustiger.